# La Frontera (El Hierro)
La Frontera es una localidad y municipio español situado en la parte occidental de la isla de El Hierro, en la provincia de Santa Cruz de Tenerife, comunidad autónoma de Canarias. A orillas del océano Atlántico, este municipio limita con los de Valverde y El Pinar de El Hierro.
Es el municipio más occidental de España.
En su término municipal se encuentra el Santuario Insular de Nuestra Señora de los Reyes, donde se guarda la imagen de Nuestra Señora de los Reyes, patrona de El Hierro. Si bien, la patrona del municipio es la Virgen de la Candelaria venerada en su templo parroquial en el Valle de El Golfo.

## Toponimia
El nombre del municipio procede del paraje donde se asienta su capital. La Frontera hace referencia al marcado cambio de terreno que se produce entre las llanuras del Valle de El Golfo y el Risco de Jinama.

## Geografía
Está situado en el noroeste de la isla, y en él está situado el punto más occidental de España.
Posee una superficie total de 80,12 km², siendo el tercer municipio insular en extensión.

### Orografía
El valle de El Golfo se creó durante el periodo medio de erupciones. Al contrario de la antigua creencia, no se trata de un antiguo cráter gigante, cuya otra mitad se encuentra sumergida, sino de un proceso de erosión que terminó con la parte de la tierra que llenaba el valle. Diversos estudios realizados en el fondo marino han demostrado que el valle se creó por un derrumbamiento del terreno, el cual generó un gran tsunami. La fuerza de la gravedad arrastró los materiales, dejando las paredes del actual valle, de materiales más antiguos y resistentes, en la posición actual. El suelo actual del valle, es además de llano, muy fértil por lo que se cultiva en casi toda su extensión.

### Clima
La orografía condiciona el clima de cada zona de la isla. Sin embargo, son las nubes las que juegan el papel más importante en las variaciones climáticas. Los alisios y la corriente de las Canarias, una bifurcación fría de la corriente del Golfo que se separa en las Azores, hacen que la isla no posea un clima árido como ocurre en el Sáhara, que se encuentra en la misma latitud. La temperatura del agua se mantiene a 19 °C en invierno y a 24 °C en verano. Esto suaviza las temperaturas costeras. En el ecuador se produce un ascenso masivo de aire caliente, originando una zona de bajas presiones que viene a ser ocupada por otra masa de aire que proporcionan los alisios. Las masas de aire caliente que ascienden se van enfriando paulatinamente y se dirigen a bastante altura en sentido contrario a los alisios, hacia las latitudes subtropicales, de donde proceden estos. Los alisios transportan nubes cargadas de agua hacia las cumbres de El Hierro, donde se genera lluvia horizontal. La zona sur de la isla recibe vientos secos y sin nubes, por lo que la temperatura y la aridez es mayor en esa parte. En verano, la temperatura de la costa de Frontera se sitúa en los 24 °C de media. En invierno, la temperatura media de la costa de Frontera se sitúa en 18 °C, haciendo de este municipio un verdadero paraíso y destino de turistas en cualquier fecha por su clima primaveral a lo largo del año.
| Parámetros climáticos promedio de Frontera (1982-2012) | Parámetros climáticos promedio de Frontera (1982-2012) | Parámetros climáticos promedio de Frontera (1982-2012) | Parámetros climáticos promedio de Frontera (1982-2012) | Parámetros climáticos promedio de Frontera (1982-2012) | Parámetros climáticos promedio de Frontera (1982-2012) | Parámetros climáticos promedio de Frontera (1982-2012) | Parámetros climáticos promedio de Frontera (1982-2012) | Parámetros climáticos promedio de Frontera (1982-2012) | Parámetros climáticos promedio de Frontera (1982-2012) | Parámetros climáticos promedio de Frontera (1982-2012) | Parámetros climáticos promedio de Frontera (1982-2012) | Parámetros climáticos promedio de Frontera (1982-2012) | Parámetros climáticos promedio de Frontera (1982-2012) |
| Mes                                                    | Ene.                                                   | Feb.                                                   | Mar.                                                   | Abr.                                                   | May.                                                   | Jun.                                                   | Jul.                                                   | Ago.                                                   | Sep.                                                   | Oct.                                                   | Nov.                                                   | Dic.                                                   | Anual                                                  |
| ------------------------------------------------------ | ------------------------------------------------------ | ------------------------------------------------------ | ------------------------------------------------------ | ------------------------------------------------------ | ------------------------------------------------------ | ------------------------------------------------------ | ------------------------------------------------------ | ------------------------------------------------------ | ------------------------------------------------------ | ------------------------------------------------------ | ------------------------------------------------------ | ------------------------------------------------------ | ------------------------------------------------------ |
| Temp. máx. media (°C)                                  | 19.1                                                   | 19.2                                                   | 20.2                                                   | 20.8                                                   | 21.9                                                   | 23.9                                                   | 26.2                                                   | 27.4                                                   | 26.2                                                   | 24.5                                                   | 21.9                                                   | 19.9                                                   | 22.6                                                   |
| Temp. media (°C)                                       | 15.9                                                   | 16.0                                                   | 16.8                                                   | 17.4                                                   | 18.5                                                   | 20.4                                                   | 22.6                                                   | 23.5                                                   | 22.7                                                   | 21.0                                                   | 18.8                                                   | 16.9                                                   | 19.2                                                   |
| Temp. mín. media (°C)                                  | 12.8                                                   | 12.9                                                   | 13.5                                                   | 14.0                                                   | 15.1                                                   | 17.0                                                   | 19.1                                                   | 19.6                                                   | 19.3                                                   | 17.6                                                   | 15.8                                                   | 13.9                                                   | 15.9                                                   |
| Precipitación total (mm)                               | 44                                                     | 34                                                     | 26                                                     | 12                                                     | 6                                                      | 1                                                      | 0                                                      | 1                                                      | 7                                                      | 28                                                     | 55                                                     | 61                                                     | 275                                                    |
| Fuente: Climate-data.org                               |                                                        |                                                        |                                                        |                                                        |                                                        |                                                        |                                                        |                                                        |                                                        |                                                        |                                                        |                                                        |                                                        |

### Espacios protegidos
Gran parte del término municipal se encuentra protegido bajo la figura del parque rural de Frontera. Asimismo, el municipio cuenta con la Reserva Natural Integral de Mencáfete y con superficie de la Reserva Natural Especial de Tibataje.

## Historia
El Pinar y La Restinga, en el sur de la isla, pertenecieron al municipio de Frontera hasta septiembre de 2007, después de que el Cabildo de El Hierro aprobara la segregación de El Pinar.

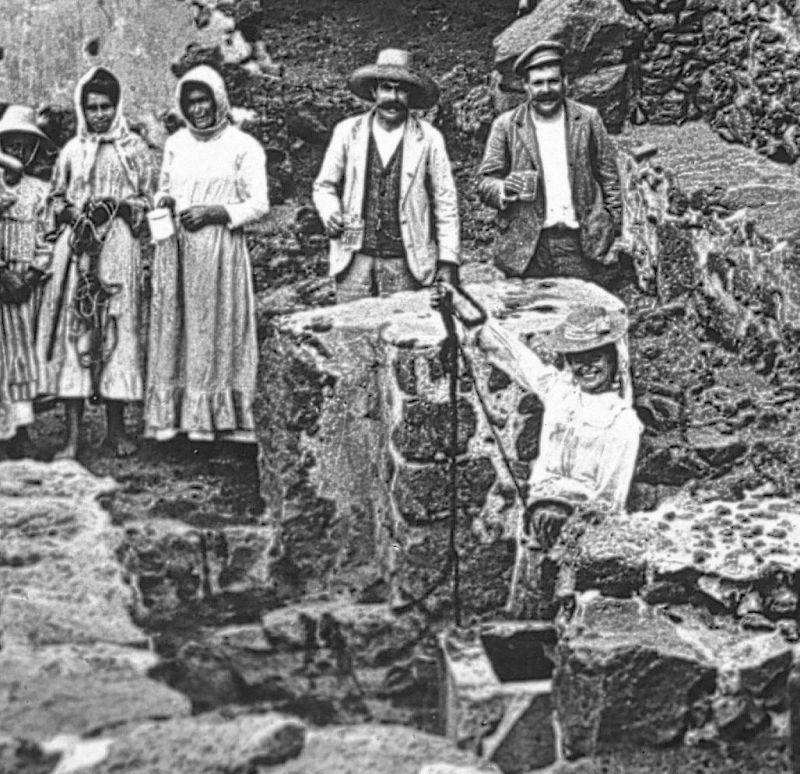
El Pozo de Sabinosa, o Pozo de la Salud, entre los años 1911 y 1913

Desde hace más de 300 años El Hierro cuenta con un pozo de aguas curativas en la costa de Sabinosa. El pozo fue perforado entre los años 1702 y 1704, atravesando duras rocas basálticas, para poder abastecerse de agua potable. Al principio se utilizaba para dar de beber a los animales, pero pronto se descubrió que esa agua mejoraba la salud de las personas.
En el siglo XIX se estableció el ritual que debían seguir los enfermos para curarse de sus males. Así, el agua debía beberse en grandes cantidades, para obtener un efecto purgante; siendo también imprescindible tomar baños muy calientes, durante unos 15 días. Y realizar el tratamiento tres años seguidos.
Desde Tenerife llegó desterrado el médico Leandro Pérez, que comprobó las propiedades curativas de las aguas del Pozo de Sabinosa. En 1843-1844 fueron declaradas aguas minero-medicinales. Y en la última década de ese siglo, el agua se recogía en garrafones y se exportaba a Cuba y Puerto Rico.
En 1949 preparaba los baños calientes Valentina Hernández conocida como doña Valentina la de Sabinosa, junto con su marido Esdras. Y es que el tratamiento incluía baños a 45 grados. Los trabajos de doña Valentina en el Pozo de la Salud fueron narrados en un divertido libro que escribió el humorista Jacinto del Rosario.
Entre los años 1945 y 1965, el ingeniero militar retirado José Rodrigo-Vallabriga Brito, fue el mayor propagandista de las aguas del Pozo de la Salud. Llegó a embotellar y comercializar el agua, además de construir el antiguo balneario.
Las propiedades del agua del Pozo de la Salud siempre fueron muy apropiadas para combatir problemas de la piel, con buenos resultados. También estaba indicada como agua de mesa, para tolerar los excesos en las comidas. Las aplicaciones eran muy amplias, según se indicaba en las botellas que se podían adquirir en toda clase de tiendas y farmacias de las islas.
En la actualidad el Hotel-Balneario Pozo de la Salud está abierto para dar tratamientos de belleza y relax.

## Demografía
La Frontera cuenta con una población de 4528 habitantes (INE 2024).
| Gráfica de evolución demográfica de Frontera entre 1920 y 2021 |
| |
| Población de derecho según los censos de población del INE Población de hecho según los censos de población del INEEntre el censo de 2011 y el anterior, disminuye el término del municipio porque independiza a 38901 (Pinar de El Hierro (El)). Nota: Este hecho se produjo en 2007 Entre el censo de 1920 y el anterior, aparece este municipio porque se segrega del municipio 38048 (Valverde) |

## Administración y política

### Gobierno municipal
El municipio se encuentra gobernado actualmente por la Agrupación Herreña Independiente, siendo el alcalde desde 2023 Pablo Rodríguez Cejas.
El Ayuntamiento se compone de 11 concejales. En la siguiente tabla se muestran los resultados de las elecciones municipales en Frontera desde 2007 hasta 2023.
| Partido político | Partido político                                                    | 2007   | 2011   | 2015   | 2019   | 2023   |
| Partido político | Partido político                                                    | Ediles | Ediles | Ediles | Ediles | Ediles |
|                  | Agrupación Herreña Independiente (AHI)-Coalición Canaria (CC)       | 7      | 5      | 3      | 3      | 6      |
|                  | Partido Socialista Obrero Español (PSOE)                            | 3      | 2      | 3      | 5      | 2      |
|                  | Partido Popular (PP)                                                | 2      | 1      | 2      | 1      | 2      |
|                  | Partido Nacionalista Canario (PNC)                                  | 1      | 0      | —      | —      | —      |
|                  | Centro Canario Nacionalista (CCN)                                   | 0      | 0      | —      | —      | —      |
|                  | Unión Frontera (UF)                                                 | —      | 3      | 3      | 2      | —      |
|                  | Iniciativa por El Hierro (IPH)-Izquierda Unida (IU)-Los Verdes (LV) | —      | —      | 0      | 0      | —      |
|                  | Nueva Canarias (NC)                                                 | —      | —      | —      | 0      | —      |
|                  | Vox                                                                 | —      | —      | —      | —      | 0      |
|                  | Tercera Edad en Acción (3E)                                         | —      | —      | —      | —      | 0      |
|                  | Asamblea Herreña (AH)                                               | —      | —      | —      | —      | 1      |

### Organización territorial
Se encuentra dividido en dos entidades singulares de población, algunas de las cuales están divididas a su vez en otros núcleos de menor entidad:
| Entidad singular | Núcleos      | Pob. (2016) | Superficie |
| ---------------- | ------------ | ----------- | ---------- |
| Sabinosa         | Sabinosa     | 238         | - km²      |
| Sabinosa         | diseminado   | 24          | - km²      |
| El Golfo         | Frontera     | 1522        | - km²      |
| El Golfo         | Lo Llanillos | 288         | - km²      |
| El Golfo         | Las Puntas   | 279         | - km²      |
| El Golfo         | Tigaday      | 1207        | - km²      |
| El Golfo         | diseminado   | 401         | - km²      |
| Total            | Total        | 3959 hab.   | 80,12 km²  |

## Cultura

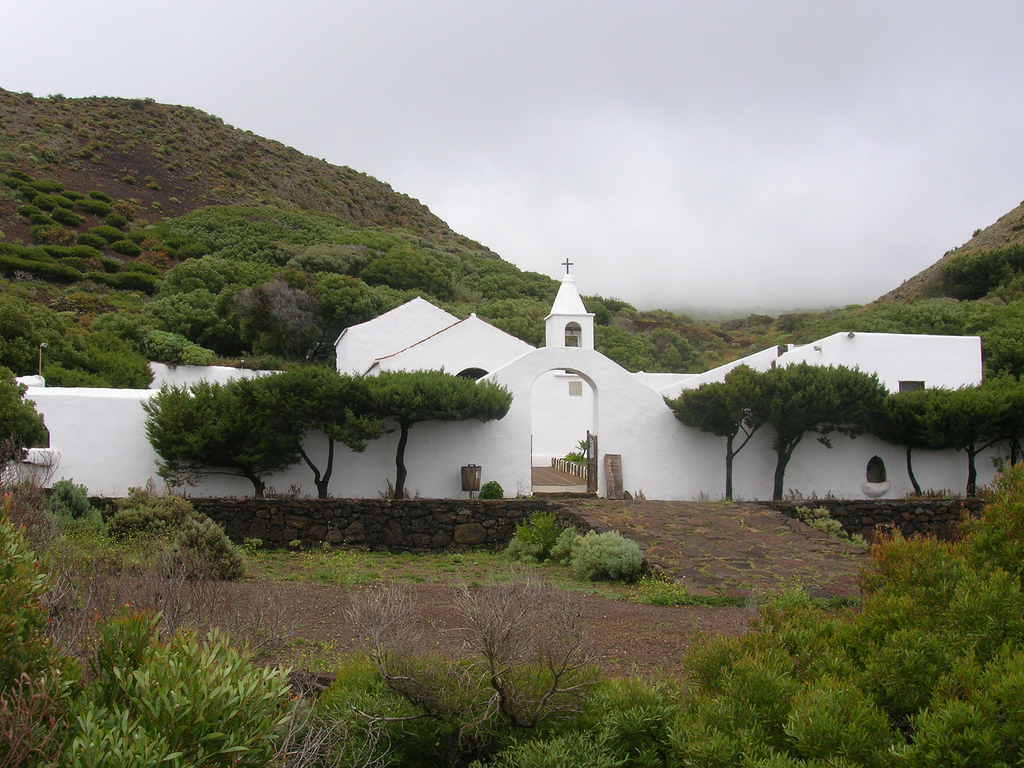
Santuario Insular de Nuestra Señora de los Reyes, patrona de El Hierro

### Fiestas
Las principales festividades del municipio son las de la Virgen de la Candelaria (patrona de La Frontera) y San Lorenzo, con la procesión de ambas imágenes alrededor de la Montaña de Joapira el 15 de agosto, y las fiestas de la Virgen de los Reyes (patrona de El Hierro) cada 24 de septiembre con procesión por los alrededores de la Dehesa. De esta última destaca también la bajada cada cuatro años. También son importantes los carnavales tradicionales en los que tienen su aparición los Carneros de Tigaday. Un grupo de personas, vestidos con pieles y cuernos de carneros, con grandes cencerros, amarrados por sus pastores, corren las calles tratando de embestir a la muchedumbre. Está manifestación se describe con una visión antropológica en Los Carneros de Tigaday (Ricardo Fajardo, 2006) y forma parte de una de las más genuinas manifestaciones culturales de El Hierro.

### Folclore
Es característica local una agrupación de flautas (pito herreño) y tambores que pudiera tener origen en Galicia o el norte de Portugal. Destaca especialmente el tango herreño en el que los movimientos son rápidos y cortos, y en la danza el hombre trata de cautivar a su pareja femenina haciendo alardes de destreza y gallardía
Además, en el municipio de La Frontera se goza de un amplio abanico de folcloristas que han creado escuela en las nuevas generaciones. Folcloristas de la talla de Valentina Hernández (la de Sabinosa), Benito Padrón, José Simancas, Gregorio Padrón, María León, Felipe León, Clorindo Padrón, Juan Padrón, entre otros muchos.